# Kamieńczyk Wielki
Kamieńczyk Wielki (pronunciación en polaco: /kaˈmjɛj̃tʂɨk ˈfjɛlkʲi/) es un pueblo ubicado en el distrito administrativo de Gmina Boguty-Pianki, dentro del Condado de Ostrów Mazowiecka, Voivodato de Mazovia, en el este de Polonia central. Se encuentra aproximadamente a 5 kilómetros al oeste de Boguty-Pianki, a 32 kilómetros al este de Ostrów Mazowiecka, y a 108 kilómetros al noreste de Varsovia.